# Gorp de Leij
Gorp de Leij is een natuurgebied van 92 ha dat een deel van het dal van de Rovertse Leij omvat alsmede een ten westen hiervan gelegen bos- en heidegebied. Het gebied bevindt zich ten zuiden van de kom van Goirle en het wordt beheerd door de Stichting Brabants Landschap.
Het gebied wordt ingesloten door het uitgestrekte landgoed Gorp en Roovert in het oosten en het in de jaren 50 van de 20e eeuw nog ten behoeve van de landbouw ontgonnen heidegebied De Braacken.
De Rovertse Leij is een meanderende beek gebleven. In de geërodeerde buitenbochten broedt de ijsvogel. De beek wordt omzoomd door bosweitjes en in het bos vindt men bosanemoon en dalkruid. Meer naar het westen wordt het terrein hoger, via gagelstruweel en dennenbos komt men in heidegebied. Hier liggen twee vennen: het Sluiskensven en het Palenven, vroeger gebruikt voor het wateren (verduurzamen) van palen. Hier leven de Heikikker, de Hazelworm en de Levendbarende hagedis.
Het water van de Rovertse Leij is nog niet van goede kwaliteit, maar de bedoeling is dat dit verbeterd gaat worden.